# Лётно-испытательная база им. Ю. А. Левита
Лётно-испытательная база им. Ю. А. Левита (ЛИБ) — лётно-испытательное подразделение филиала «Нижнетагильского института испытания металлов» федерального казенного предприятия «Национальное испытательное объединение «Государственные боеприпасные испытательные полигоны России» (филиал «НТИИМ» ФКП «НИО «ГБИП России»), расположена на аэродроме Салка в пригороде Нижнего Тагила. Основная сфера деятельности — испытание авиационных боеприпасов и систем вооружения.

## История
21 октября 1959 года на основании распоряжения № 3005-Р Совета Министров СССР при Нижнетагильском артиллерийском полигоне на военном аэродроме Салка для испытания авиационных боеприпасов и систем вооружения была сформирована лётно-испытательная база. Первоначально это была лётно-испытательная станция (ЛИС) Госкомоборонпрома (п/я 44), которая позже была преобразована в лётно-испытательную базу (п/я А-3628). Изначально личный состав ЛИС был сформирован из семи человек летного и технического состава, откомандированных с Софринского полигона. На основании распоряжения Главного Штаба ПВО от 13/15.09.1960 года № 461201 местом базирования ЛИС определён аэродром «Салка».
В 1961 году на базе ФКП «НТИИМ» был основан отдел авиационных испытаний и измерений № 15. Натурные испытания в воздухе проводились на нижнетагильском полигоне ФКП «НТИИМ», в посёлке Старатель. В дальнейшем лётно-испытательная база вошла в состав нижнетагильского института испытания металлов, в качестве цеха № 3.
С 1959 по 1973 годы ЛИБ возглавлял военный лётчик-испытатель, ветеран Вооружённых Сил, подполковник Яковенко Алексей Филиппович.
На 1 января 1976 года численность личного состава ЛИС составляла 103 человека, самолётов и вертолётов 20 единиц. 
В 1977 году лётно-испытательная станция переименована в лётно- испытательную базу (ЛИБ).
С 1977 по 2005 годы в ЛИБ работал и с 1992 года возглавлял заслуженный военный лётчик-испытатель России, подполковник Левит Юрий Александрович. В 2005 году по просьбам коллектива ЛИБ правительством Свердловской области лётно-испытательной базе было присвоено имя Левита Ю. А.
В 2005 году начальником ЛИБ стал Воронюк Владимир Иванович.
21 апреля 2005 года аэродром Салка был передан из ведения Министерства обороны Российской Федерации в собственность ФКП «НТИИМ».
В 2006 году аэродром был аттестован, получено «Свидетельство о годности к эксплуатации аэродрома экспериментальной авиации Нижний Тагил («Салка») и его государственной регистрации» в Государственном Реестре аэродромов экспериментальной авиации под регистрационным номером 23.  
С 2018 года начальником ЛИБ является Штейнмиллер Юрий Александрович.

## Авиапарк
В разное время лётно-испытательная база эксплуатировала более 60 воздушных судов 25 типов:
- МиГ-15;
- МиГ-17;
- МиГ-19;
- Миг-21;
- 2 х Ту-16 (один сгорел на стоянке во время заправки в 1990 году);
- Ил-28 и Ил-28у (один был потерян — во время испытаний в полёте взорвалась бомба, самолёт спасти не удалось, погибли 2 из 3х членов экипажа);
- В 1974 году появился Су-7БКЛ;
- С 1976 года появились 12 х Су-17 (один разбился 17.04.1996);
- В 1976 года появился один Су-24 (изд. Т-6);
- В 1989 года появился один Су-24М (разбился 29.09.1992);
- С 1988 года появились 2 х Су-25;
- С 1995 года появились 2 х МиГ-29 и 2 х МиГ-29УБ.

ЛИБ эксплуатировала транспортные самолёты и вертолёты:
- Ли-2;
- Як-12;
- Ил-14СЛЛ (бортовой номер СССР-48106, летал до 1993 года[6]);
- Ми-4;
- В 1974 году появился Ми-8Т;
- Ми-17;
- В 1987 году появился Ми-24Д
- В 1990 году появился Ан-24РТ (бортовой номер RA-46710[7]);
- В 1994 году появились 4 х Ан-12.

В ноябре 1988 года для проведения испытаний системы наведения ракет «Дельта» 765-й истребительно-авиационным полком был выделен МиГ-23УБ. Полёты выполнял лётчик-испытатель Арендаренко Пётр Михайлович.
В конце 1990 года был арендован Ил-76, в марте 1991 года экипажем ЛИБ был выполнен первый самостоятельный полёт.
В 1995 были налажены регулярные транспортные рейсы на самолёте Ан-24Т по маршруту Нижний Тагил – Белоярский.
В ноябре 2012 года были выполнены первые полёты БЛА типа «Форпост» и «Застава».

## Лётный состав
За время работы лётной базы погибло 10 лётчиков.
В разное время в составе ЛИБ трудились лётчики:
- Агапов А.
- Акимов А. В.
- Арендаренко Пётр Максимович
- Бабилюлько Сергей Владимирович
- Гревцев Игорь[8]
- Диздерёв В. С.
- Капкаев Алим Абубекерович, разбился на Су-24М, 29.09.1992
- Киселёв А. В.
- Киященко А. М.
- Коротких Владимир
- Левит Юрий Александрович
- Носов Иван Алексеевич
- Олишевский Сергей Аликович, разбился на Авиатика-МАИ-890, на аэродроме Уктус, 19.05.2005[9]
- Полигас В.
- Топоров Сергей Витальевич, разбился на Су-17УМ, 17.04.1996
- Чукланов Дмитрий Игоревич
- Шевченко Борис, разбился на Су-9У, в конце 1970-х годов
- Шишкин М. П.
- Яковенко Алексей Филиппович